# 施敬本
施敬本（?—?），唐朝润州丹阳人。
唐玄宗开元年间，施敬本为四门助教。开元十二年（724年），唐玄宗将封禅，下诏有司制定典仪。旧制，盥手、洗爵，都是侍中主管；诏祀天神，是太祝主管。施敬本上言：“周制，大宗伯所属郁人，有下士二人，掌管祼祭之事。汉朝没有郁人，用近臣。汉朝侍中地位卑微，籍孺、闳孺等幸臣担任。东汉邵阖由侍中转任步兵校尉，官秩千石，其职务是侍候皇帝起居，执便壶，就是亵臣。现在侍中是宰相，非郁人可比。祝者把主人之意传达给神，不是贱职。古代两位国君相见，以卿为上傧，何况天人交流！周朝太祝，有下大夫二人，上士四人。下大夫，相当于现在的郎中、太常丞；上士，相当于现在的员外郎、博士。汉朝太祝令官秩六百石，现在太祝是下士。以下士接待上天，以大臣事情奉天子，轻重不分，不符合礼。旧制，谒者引导太尉上祭坛。谒者官位底下，登坛礼重。汉朝尚书御史下属，有谒者仆射一人，官秩六百石，铜印青绶；谒者三十五人，以郎中满期限称给事中，未满期限称谒者。光祿勳所属，有谒者，掌管宾赞，员七十人，官秩比六百石。古代谒者名秩差异不等，现在谒者官微，只有空名，忘掉实事，不是事天的道理。”唐玄宗下诏让中书令张说召见施敬本深入了解他的议论，因此侍中、祝、谒者，视礼仪轻重，以其他官职摄领。
施敬本驳奏旧封禅礼八条，玄宗令张说、徐坚召施敬本一起议论详定。施敬本以太常博士为集贤院脩撰。张说分类搜集要事以教诸王，施敬本与徐坚、韦述、余钦、张烜、李锐、孙季良等分别撰写，著成《初学记》三十卷。开元十四年（726年），集贤院学士右散骑常侍徐坚、左拾遗李锐及太常博士施敬本撰述《开元礼》，历年未就。李锐去世，萧嵩代李锐为学士，起居舍人王仲丘与施敬本、贾登、张烜、陆善经、洪孝昌等人撰定，为一百五十卷，是为《大唐开元礼》。一年后，施敬本转任右补阙、秘书郎，去世。